# Wiehengebirgsmolkerei
Die Wiehengebirgsmolkerei Unterlübbe Kurt Hübel GmbH & Co. KG ist ein Molkereibetrieb in Unterlübbe, einer Ortschaft der Gemeinde Hille im ostwestfälischen Kreis Minden-Lübbecke.
Die Wiehengebirgsmolkerei wurde 1929 gegründet und wird bis heute als Privatmolkerei in der dritten Generation geführt. Die Molkerei liegt am Rande des namensgebenden Wiehengebirges. Das Milcheinzugsgebiet umfasst die Weserniederungen und die Hänge des Wiehengebirges im Kreis Minden-Lübbecke sowie Gebiete aus dem angrenzenden Niedersachsen. Jährlich liefern gut 300 Landwirte etwa 45 Millionen Kilogramm Rohmilch an die Molkerei. Aus diesem Rohstoff werden Milchprodukte wie Sahne, Vollmilch, Quark sowie einige Spezialitäten hergestellt. Die Distribution der Ware erfolgt durch einen eigenen Fuhrpark. Das Vertriebsgebiet liegt im lokalen Bereich, also vornehmlich im Kreis Minden-Lübbecke sowie der angrenzenden niedersächsischen und ostwestfälischen Region.
Im November 2024 wurde bekannt, dass die Molkerei in Insolvenz ist.

## Firmenlogo
Das Firmenlogo der Molkerei, das sich auf allen Verpackungen findet, besteht aus einem runden Abzeichen mit der Aufschrift Wiemo. Bis in die 1980er Jahre war auf den Verpackungen der Molkereierzeugnisse die stilisierte Darstellung des Wiehengebirges abgebildet.